# 別冊宝島
別冊宝島（べっさつたからじま）は、日本の出版社である宝島社が発行しているムックのシリーズである。創刊者は石井慎二。

## 概要
1976年（昭和51年）4月から『宝島』の別冊として始まったシリーズで、『ホール・アース・カタログ』の日本語版を目指して作られた『全都市カタログ』からはじまる。政治問題からサブカルチャーまで、「若者のための新書」「知識マガジン」として定着。「活字ムック」と呼ばれる新たな出版市場を開拓した。そのため扱うテーマも自然科学・社会科学から語学・歴史・地理・文学・現代思想・精神世界・宗教・社会問題・スポーツ・料理・音楽・芸能・アニメ・マンガ・風俗・鉄道・競馬など幅広い分野を取り上げており、出版時期に話題になっているテーマについてタイムリーに扱う利点がある。以前はA5サイズであったが、463号からB5（時にはA4）サイズと大きくなりカラーページが多く掲載されカジュアル性を重視するようになった。そのため、この前後で区別される場合もある。2024年現在も継続しており、通算2600巻以上が出されている。
週刊誌が時事的なテーマのみ扱っているのに対し、別冊宝島はその時事的な話題に対して一冊丸ごとある程度深掘りしたテーマを扱っていた。
消費者の目を釘付けにするため、時にタイトルに過激なものや、近年の出版不況による嫌韓関係の別冊に中宮崇や桜井誠のような活動家をライターとして起用するような事もあった。
2019年以降は、プロ野球パーフェクトデータ選手名鑑とプロ野球選手データ名鑑しか発行していない。

## シリーズ

### 話題になったシリーズ
1989年（平成元年）には、副島隆彦が新英和中辞典等の英和辞典に掲載されている語訳や例文が不適当であると糾弾した『欠陥英和辞典の研究』（別冊宝島102）が刊行され、多くの新聞・雑誌が同書の内容を紹介したことから、同シリーズが大きくブレイクするきっかけとなった。
名物シリーズとしては以下のシリーズがある。人気のシリーズについては、後に宝島社文庫で文庫化されるものが多い。
「～読本」シリーズ
競馬を題材とした「競馬読本」シリーズを中心に、競輪・競艇といった公営競技、将棋・囲碁などを主なテーマとした。1990年代に数多く発行されたが、現在は事実上休止状態。1998年、第10回将棋ペンクラブ大賞著作部門企画賞を『将棋王手飛車読本』が受賞した。
「この～がすごい!」シリーズ
『この映画がすごい!』『このミステリーがすごい!』『このマンガがすごい!』『このライトノベルがすごい!』など、SF小説・ミステリー・漫画などを主なテーマとしたシリーズ。現在は別冊宝島の範疇を離れ単独のシリーズとなっている（ミステリーのシリーズは「このミス」の略称で呼ばれるようになった）。映画関連書には「すごい」シリーズの先行書籍として『異人たちのハリウッド』『このビデオを見ろ』などがある。
「音楽誌が書かないJ-POP批評」シリーズ

「シナリオ～」シリーズ
当時あまり知られていなかったハリウッド映画の法則を紹介した。
「僕たちの好きな～」シリーズ
アニメ、小説等を主な題材とする。
プロレススキャンダルシリーズ
2003年発売「プロレススキャンダル事件史」以降、継続的に発刊。俗にプロレス暴露本シリーズと呼ばれる。シリーズ作は宝島SUGOI文庫から文庫化したほか、原田久仁信による掲載漫画は「劇画 プロレス地獄変」として2017年に単行本化（いずれも宝島社）。

### 記念の号
2008年（平成20年）2月7日に通巻1500号を迎え、『別冊宝島1500号　長くて曲がりくねった道』というこれまでの別冊宝島の歩みを一挙に振り返る記念本が出版された。冒頭では、創刊編集長の石井慎二のインタビューを収録している。
なお、別冊宝島2000号は、『「がん治療」のウソ 医療の常識を疑え』として、2013年4月22日に刊行され、特に、特別な企画はされなかった。

### その他
姉妹誌に、A5サイズを踏襲した『別冊宝島Real』という独立したシリーズがある。こちらは、別冊宝島と違い、政治色の強い紙面が特徴である。『同和利権の真相』や『北朝鮮利権の真相』のシリーズのように、現代社会のタブーとされるテーマを扱うことが多く。また過激とも言えるタイトルも特徴的である。もっとも別冊宝島でも最近では『自衛隊“新世代同盟」”新戦略「海洋同盟」(日・米・英・豪)で反日国家を抑え込め！』や、『自衛隊VS特定アジア』といった、近年の世情を反映したテーマで出される事もすくなくない。一方で中国語学習がテーマのシリーズもあるうえ、アニメに関するテーマも以前のように出されているので、その時期の社会的関心に即した幅広いテーマを出版しているといえる。
かつては『別冊宝島M』という、政治・経済の裏側を主に描くシリーズも発刊されていた。